# 越洋公魚
越洋公魚（學名：Hypomesus transpacificus）為輻鰭魚綱胡瓜魚目胡瓜魚科的其中一種，溫帶魚類，被IUCN列為瀕危保育類動物，分布於北美洲美國加州中部的薩克拉門托河到聖約昆河三角洲淡水、半鹹水、海域，體長可達22.9公分，棲息在沿海水域，成群活動，生活習性不明。

## 扩展阅读
維基物種上的相關：越洋公魚